# Pociąg pogotowia sieciowego MTW 100

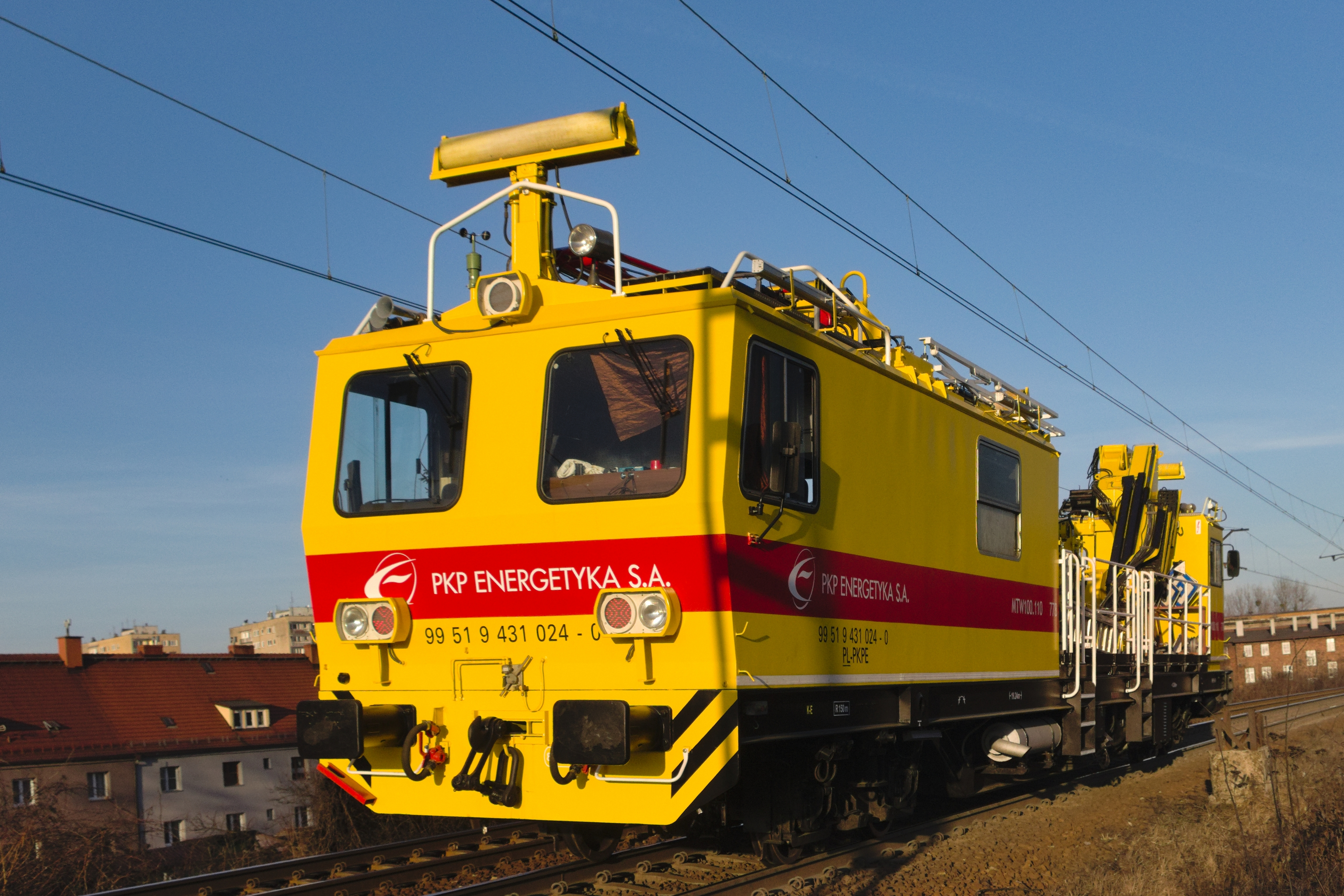
Pociąg pogotowia sieciowego MTW 100.110 (2021)

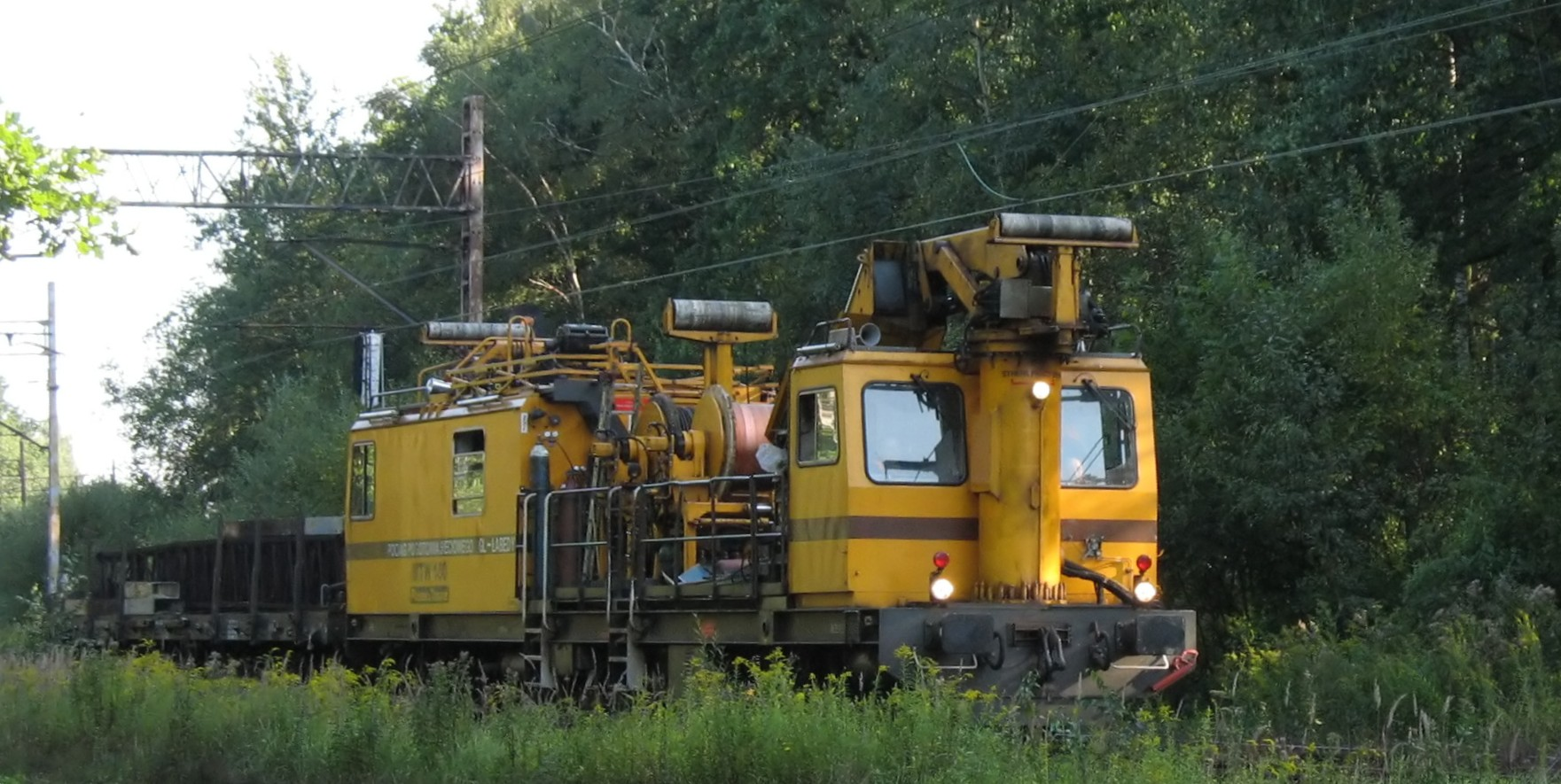
Pociąg MTW 100 (2006)

Pociąg pogotowia sieciowego MTW 100 – pociąg sieciowy produkowany przez austriacką firmę Plasser & Theurer, przeznaczony do naprawy oraz konserwacji sieci trakcyjnej.

## Charakterystyka
Na obu końcach MTW 100 znajdują się kabiny maszynisty (pociąg może być także sterowany zdalnie ze znajdującego się na wysięgniku kosza). Jedna z nich jest większa i pełni jednocześnie rolę pomieszczenia socjalnego wyposażonego w kuchenkę mikrofalową, lodówkę, umywalkę i szafki załogi. Za kabiną znajduje się pomieszczenie warsztatowo-magazynowe mieszczące także szafę z komputerem sterującym pociągiem. Całkowita długość pociągu jest równa 19,24 m. Napęd zapewnia silnik wysokoprężny Deutz o mocy 376 kW.
MTW 100 wyposażony jest w napędzane hydraulicznie bębny do nawijania/odwijania liny nośnej i przewodu jezdnego, trzy rolki wspierające sieć trakcyjną i dwie wciągarki linowe. Wysokość sieci trakcyjnej jest mierzona przez czujniki zamontowane w pantografie. Pracę na wysokości umożliwia stały podest i ruchomy, zamocowany na wysięgniku kosz. Wewnątrz kosza znajdują się kontakty elektryczne umożliwiające podłączenie elektronarzędzi oraz gniazda instalacji pneumatycznej.
Znajdujący się w pomieszczeniu magazynowo-warsztatowym komputer pociągu umożliwia programowanie pracy wysięgnika, oraz dostosowując zakres jego dopuszczalnych ruchów do warunków na szlaku. Uniemożliwia także zakończenie jazdy roboczej i rozpoczęcie jazdy eksploatacyjnej przed umieszczeniem wszystkich urządzeń pociągu w położenie spoczynkowe do transportu.
Prędkość maksymalna MTW 100 jest równa 80 km/h, a prędkość jazdy roboczej wynosi do 7 km/h (z wychylnym koszem) i do 20 km/h (z koszem w skrajni pociągu).